# Tsujigiri
Tsujigiri (辻斬り o 辻斬 tsuji-giri, in italiano "uccisione all'angolo della strada") è un termine giapponese che indica la pratica del samurai, dopo aver ricevuto una nuova katana o aver sviluppato un nuovo stile, di provarne l'efficienza attaccando persone inermi, in particolare durante la notte.
I praticanti di quest'arte sono conosciuti anch'essi come tsujigiri.
Originariamente la pratica consisteva in duelli individuali tra samurai, ma le regole del bushidō furono dimenticate durante il periodo Edo, e lo tsujigiri divenne sempre più deplorevole. 
Era più comune, per un rōnin, attaccare persone inermi.
La pratica di attaccare inermi era comune durante il periodo Edo, quindi il governo d'Edo fu costretto a renderlo fuorilegge e a punire capitalmente gli offensori. 

## Importanza filosofica
La pratica dello tsujigiri è stata citata notevolmente dal movimento filosofico del relativismo, in particolare da Mary Midgley nel suo lavoro datato 1989 Non possiamo giudicare moralmente?.